# Stanisława Celińska

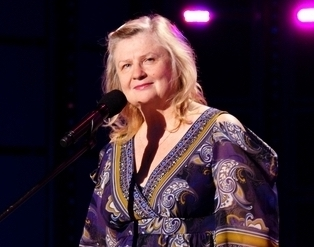
Stanisława Celińska 2009

Stanisława Celińska (* 29. April 1947 in Warschau) ist eine polnische Schauspielerin.

## Leben und Wirken
Stanisława Celińska absolvierte eine Schauspielausbildung an der Staatlichen Schauspielschule PWST Warschau. Ihr Debüt am Theater gab sie 1968 und ihr Schauspieldiplom erhielt sie 1969. Ihr Filmdebüt gab sie 1970 unter der Regie von Andrzej Wajda in dessen Film Landschaft nach der Schlacht, wo sie die weibliche Hauptrolle an der Seite von Daniel Olbrychski spielte. Neben der Filmarbeit ist sie vor allem eine Theaterschauspielerin, die seit 1995 zum Ensemble des Studio-Theaters in Warschau gehört. Ihr erstes Engagement am Theater erhielt sie 1969 am Teatr Współczesny in Warschau. Als beliebte Charakterdarstellerin wird sie heute von Regisseuren gern in Nebenrollen besetzt. Für ihr Mitwirken in Pieniądze to nie wszystko und Joanna gewann sie 2002 und 2011 den Polnischen Filmpreis. Ihr Album Świaątecznie wurde in Polen mit einer Goldenen Schallplatte, die Alben Atrametowa – Suplement und Malinowa … mit einer Platin-Schallplatte und das Album Atramentowa mit einer Doppelplatin-Schallplatte geehrt.

## Filmografie (Auswahl)
- 1970: Landschaft nach der Schlacht (Krajobraz po bitwie) – Regie: Andrzej Wajda
- 1974: Nie ma rózy bez ognia – Regie: Stanisław Bareja
- 1975: Nächte und Tage (Noce i dnie) – Regie: Jerzy Antczak
- 1975: Zwei Welten im Hotel Pazifik (Zaklete rewiry) – Regie: Janusz Majewski
- 1977: Mit sich allein (Sam na sam)
- 1979: Die Mädchen von Wilko (Panny z Wilka) – Regie: Andrzej Wajda
- 1995: Dama Kameliowa – Regie: Jerzy Antczak
- 1996: Cwal – Regie: Krzysztof Zanussi
- 1996: Fräulein Niemand (Panna nikt) – Regie: Andrzej Wajda
- 2001: Pieniądze to nie wszystko – Regie: Juliusz Machulski
- 2006: Schröders wunderbare Welt – Regie: Michael Schorr
- 2007: Rys – Regie: Stanisław Tym
- 2007: Das Massaker von Katyn (Katyń) – Regie: Andrzej Wajda
- 2010: Joanna – Regie: Feliks Falk
- 2011: 1920 – Die letzte Schlacht (1920 Bitwa warszawska)
- seit 2015: Barwy szczęścia (Fernsehserie)